# Francisco de Santiago
Francisco de Santiago (nascido com o nome Francisco (de) Veiga) (Lisboa, ca. 1578 – Sevilha, 13 de outubro de 1646) foi um importante compositor português que trabalhou em Espanha durante o período do Renascimento tardio e Barroco inicial.

## Biografia
Francisco Veiga nasceu em Lisboa por volta de 1578. Aprendeu a arte da Música na mesma cidade, hipoteticamente com Manuel Cardoso. Aproveitando a facilidade de circulação durante a União Ibérica, deslocou-se ao reino de Castela em busca de trabalho como mestre de capela. Inicialmente conseguiu esse posto na catedral de Plasencia, Espanha, em 16 de fevereiro de 1596 mas por desentendimentos vários devido à sua grande inexperiência profissional, foi despedido poucos meses depois.

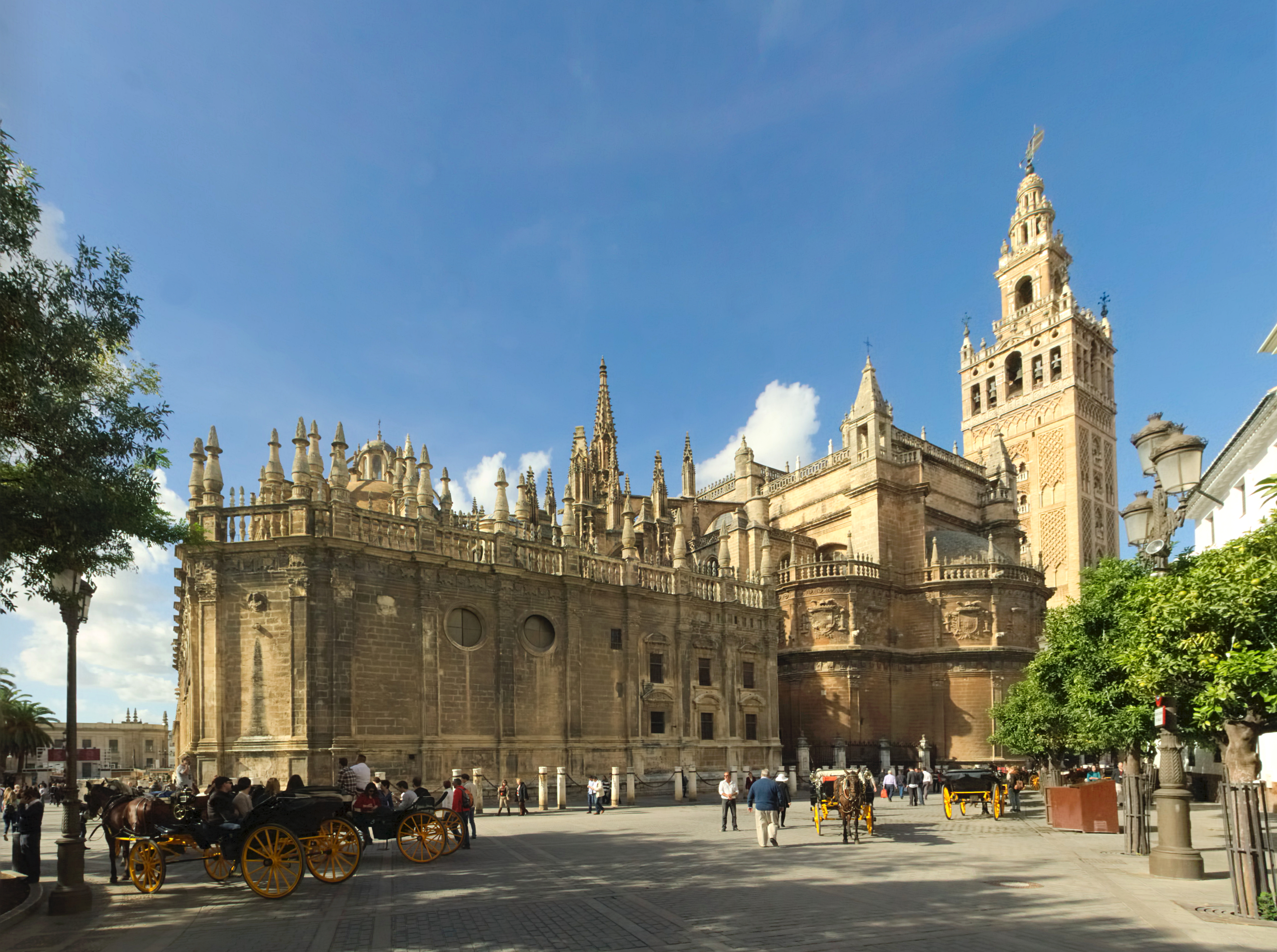
Catedral de Sevilha

Por essa altura dirigiu-se a Madrid, onde se tornou religioso da Ordem dos Carmelitas Calçados, adotando o nome Francisco de Santiago. Na comunidade madrilena do Convento del Carmen Calzado [es] desempenhou igualmente funções como mestre de capela, ainda que de forma francamente residual. Na Catedral de Sevilha que encontrou o seu cimeiro e derradeiro cargo, sucedendo a Alonso Lobo [es], oficialmente desde 15 de abril de 1617.
Segundo Diogo Barbosa Machado foi “um dos mais célebres professores de música que floresceram na sua idade” e, de facto, a sua produção musical circulou intensamente na Península Ibérica e colónias americanas, destacando-o como um dos mais importantes compositores do Barroco inicial. Embora o seu local trabalho fosse Castela, passou temporadas em Portugal, especificamente no Paço Ducal de Vila Viçosa. Foi, aliás, um dos compositores preferidos de D. João IV, ainda na condição de duque de Bragança, desenvolvendo-se entre eles uma relação de amizade e mecenato. No seu círculo de relações encontrava-se provavelmente também o famoso pintor Diego Velásquez e compositor Manuel Correia.
Foi mestre de capela da Catedral de Sevilha até 1643. Morreu na mesma cidade a 13 de outubro de 1646.

## Obras
A Biblioteca Real de Música reunia antes da sua destruição pelo sismo de Lisboa de 1755 uma enorme quantidade de obras da sua autoria (601 obras no total com 538 vilancicos, mas também missas, salmos, responsórios e motetes) e ainda um destacado retrato seu de corpo inteiro. Algumas obras subsistem em arquivos em variados arquivos em Espanha, Portugal, México e Bolívia:

### Vilancicos
- "Ay como flecha la niña" a 3vv (vilancico da Imaculada Conceição)✱
- "Que por allí por allá" (vilancico da Imaculada Conceição)✱
- "Muy de veras estamos pastores" a 2 e 6vv (vilancico do Natal; D. João IV classificou-o como "Muito Bom")✱
- "Qué mesura señores es esta" a 8vv (ensalada do Natal)✱
- "Tírale flechas" / "Zagalejo hermoso" a 4vv e 8vv (vilancico do Natal)✱
- "Tus divinas lágrimas bellas" (vilancico do Natal)✱
- "Un Cupido nos ha nacido" a 4 e 6vv (vilancico do Natal; D. João IV classificou-o como "Muito Bom")✱
- "Si tembláis de amores" / "Y dice ven" (vilancico negro dos Reis)✱
- "Yo alcanzo, yo gozo y vivo, yo canto" (vilancico dos Reis)✱
- "Alegraos con la primavera" / "Este si, que es galan soberano" a 3vv e 7vv (vilancico do Santíssimo Sacramento)✱
- "El que esta dulce comida" (vilancico do Santíssimo Sacramento)
- "Que se ausenta y nos dexa" (vilancico da Ascensão de Jesus)
- "El lucero que cayó" a 3 e 6vv (vilancico)✱
- "Arroyuelo presuroso" a 4vv (tono humano)

### Obras em latim
- "Missa de Batalha" a 8vv (D. João IV classificou-a como "Muito Boa")✱
- "Beatus vir" a 10vv (D. João IV classificou-a como "Muito Boa")✱
- "Regina coeli laetare" (D. João IV classificou-a como "Boa")✱
- "Conceptio tua" a 5vv (da Imaculada Conceição)
- "Conceptio tua" a 9vv (da Imaculada Conceição)
- "Nec lingua valet" a 5vv (do Santo Nome de Jesus)
- "Nos apunturis" / "Plaudat turba" a 5vv (da Coroação de espinhos)✱
- "Virginis summe" a 5vv (de São Miguel Arcanjo)✱
- "Missa" (incompleta)[2][4]

✱ - Existia um exemplar também na Biblioteca Real de Música, segundo o Index.

## Gravações
- 1993 — Nueva España - Close Encounters of the New World. Boston Camerata & Joel Cohen. Erato Disques. Faixa 8: "Que se ausenta y nos dexa".
- 2001 — Renaissance Faire. St. Louis Brass Quintet. Summit Records. Faixa 13: "Tírale flechas".
- 2005 — Esperar, sentir, morir. Charivari Agréable & Kah-Ming Ng. Signum Records. Faixa 13: "Que se ausenta y nos dexa".
- 2010 — Del Mar del Alma. Música Ficta. Arion. Faixa 15: "Que se ausenta y nos dexa" e Faixa 17: "Tírale flechas".
- 2014 — Villancicos de la Colección Sánchez Garza. Bona Fé. Macchina Tempo. Faixa 9: "Ay como flecha la niña".
- 2015 — Sonidos barrocos del Carmen. Coro Maese Rodrigo. Faixa 2: "Qué mesura señores es esta"; Faixa 3: "Alegraos con la primavera"; Faixa 4: "El que esta dulce comida"; Faixa 5: "Tus divinas lágrimas bellas".